# The International
The International è un film del 2009, diretto da Tom Tykwer.
La pellicola è uscita negli Stati Uniti d'America il 20 febbraio 2009, mentre in Italia è stata distribuita dal 20 marzo 2009.

## Trama
L'agente dell'Interpol Louis Salinger e il procuratore distrettuale di New York Eleanor Whitman indagano sulla International Bank of Business and Credit (IBBC). Le loro indagini rivelano che la IBBC intende prestare capitali al Revolutionary Freedom Front della Liberia per l'acquisto di armi leggere fornite dalla Calvini Defense. In tal modo, terminato il conflitto, la banca potrà controllare il debito contratto dal Paese. Quando l'accordo con Calvini salta, i dirigenti della IBBC cercano un accordo con un uomo d'affari turco per vendere le armi a Siria e Iran senza rivelare loro che Israele ha già acquistato le contromisure dallo stesso uomo.

## Produzione
Per una precisa scelta del direttore della fotografia, ogni città presente nel film è caratterizzata da una tonalità di colore, in particolare: Berlino marrone, Lione rosso, Lussemburgo blu, Milano ocra, Istanbul più colori.

### Sceneggiatura
La sceneggiatura contiene alcuni riferimenti a vicende della storia italiana: per esempio, il personaggio di Umberto Calvini ricorda Roberto Calvi, il banchiere ucciso a Londra nel 1982. Ancora, un ufficiale dei carabinieri, corrotto dalla IBBC, tenta di depistare l'indagine accusando le Nuove Brigate Rosse.
Il personaggio di Luca Barbareschi è un politico di un partito di centro destra ispirato a Forza Italia, il partito non solo di Roberto Formigoni, che compare nel film all'interno del grattacielo Pirelli (allora sede del Consiglio regionale della Lombardia), ma anche lo stesso con cui Luca Barbareschi si candiderà l'anno successivo alle riprese (nel frattempo divenuto Il Popolo della Libertà).

### Riprese
Le riprese sono iniziate a Berlino il 10 settembre 2007, per poi continuare a Milano, New York e Istanbul. Le riprese hanno coinvolto gli attori italiani Luca Barbareschi, Alessandro Fabrizi, Luca Calvani e Giorgio Lupano. Nell'inquadratura all'ingresso posteriore del grattacielo Pirelli, l'allora presidente della regione Lombardia, Roberto Formigoni, è apparso in un piccolo cameo nel ruolo di se stesso.

## Accoglienza

### Incassi
Il film ha incassato in Italia 1091000 €, mentre negli Stati Uniti ha incassato 25034000 $. A livello mondiale, la pellicola ha incassato 60161391 $ a fronte di un budget stimato in 50 milioni di dollari.